# Diệu Hân
Diệu Hân (sinh năm 1990) là hoa hậu của cuộc thi Hoa hậu ASEAN 2012, tổ chức tại Thái Lan. Trước đó, cô từng lọt vào chung kết Hoa hậu Thế giới Người Việt 2010.
Tên đầy đủ của cô là Lê Thị Diệu Hân, sinh năm 1990, tại thành phố Biên Hòa, Đồng Nai. Ngoài việc trở thành hoa hậu của cuộc thi, Diệu Hân còn nhận giải phụ Thí sinh có làn da đẹp nhất. Danh hiệu Á hậu 1 thuộc về người đẹp Patrici Gunawan đến từ Indonesia. Danh hiệu Á hậu 2 được trao cho đại diện của Thái Lan Pannita Thongjamroon.
Hiện giờ, Diệu Hân đang là sinh viên năm thứ hai của Trường đại học Hoa Sen Thành phố Hồ Chí Minh. Cô cao 1,69 m với các số đo hình thể lần lượt là 86 - 60 - 90.
Cuộc thi Hoa hậu ASEAN được tổ chức lần đầu tiên vào năm 1991. Năm 2005, đại diện Việt Nam Nguyễn Thảo Hương giành được giải phụ Hoa hậu ăn ảnh.